# ゾフィー・エリーザベト・フォン・ブランデンブルク
ゾフィー・エリーザベト・フォン・ブランデンブルク（ドイツ語：Sophie Elisabeth von Brandenburg, 1616年2月1日 - 1650年3月16日）は、ザクセン＝アルテンブルク公フリードリヒ・ヴィルヘルム2世の最初の妃。

## 生涯
ゾフィー・エリーザベトはクリスティアン・ヴィルヘルム・フォン・ブランデンブルク（ブランデンブルク選帝侯ヨアヒム・フリードリヒの息子）と、ブラウンシュヴァイク＝ヴォルフェンビュッテル公ハインリヒ・ユリウスの娘ドロテアの間の一人娘である。父クリスティアン・ヴィルヘルムがマグデブルク大司教領の総督をつとめていたとき居城であったハレのモーリッツブルク城で生まれた。
1638年9月18日にアルテンブルクにおいて、ザクセン＝アルテンブルク公フリードリヒ・ヴィルヘルム2世と結婚した。この結婚は幸せなものであったといわれるが、2人の間に子供は生まれなかった。ゾフィー・エリーザベトはアルテンブルクのフリードホーフ教会の建設を財政的に支援した。
ゾフィー・エリーザベトは1650年3月16日に亡くなり、アルテンブルクの兄弟教会の地下霊廟に埋葬された。